# محمد ابراهیم خواخوژی
محمد ابراهیم خواخوژی (پشتو: محمد ابراهیم خواخوږی)، فرزند دُرمحمد خان بلوچ (نوه خانِ کلات میر محمد نصیر خان اول) در ۲۸ فوریه ۱۹۲۰ در ولسوالی مالجات ولایت قندهار، افغانستان چشم به جهان گشود.
پسر وی غرزی خواخوژی یک سیاست‌مدار فعال در حکومت افغانستان بوده و نوه وی غرنی خواخوژی به عنوان مدیر خدمات خارجی در وزارت امور خارجه جمهوری اسلامی افغانستان کار می‌کند.

## دوران کودکی
محمد ابراهیم خواخوژی در ۶ سالگی به مکتب رفت، وی پس از اتمام دوره بکلوریا در ۱۹۳۶ میلادی وارد مرکز تربیه معلم شده و موفق شد در ۱۹۳۸ میلادی از آن‌جا فارغ‌التحصیل شود.
وی توانست در ۱۹۴۲ میلادی در تعلیم و تربیه و ادبیات دیپلوم بگیرد و پس از آن لیسانس خود را در ۱۹۶۲ میلادی در رشته خبرنگاری به‌دست‌آورد.
وی پس از این‌که از دانشگاه فارغ شد، حرفه تدریس خود را با وظیفه مدیر مکتب احمد شاه بابا در ولایت قندهار آغاز کرد. چندی بعد به عنوان استاد ادبیات در لیسه عالی حبیبیه گماشته شد. نخستین شعر وی در ۱۹۳۴ میلادی (زمانی که وی ۱۴ ساله بود) در روزنامه طلوع افغان به نشر رسید.

## زندگی سیاسی
محمد ابراهیم خواخوژی حرفه‌سیاسی خود را با بنیان‌گذاری جنبش ویښ زلمیان (جوانان بیدار) در ۱۹۴۷ میلادی آغاز کرد، وی یکی از اعضای بنیان‌گذار این جنبش از ولایت قندهار بود. آقای زرملوال در یکی از مقالات خود از وی نام می‌برد.

افراد ذیل از جمله بنیان‌گذاران جنبش جوانان بیدار بودند: از قندهار و فراه: پوهاند عبدالحی حبیبی، استاد عبدالروف بینوا، مرحوم فیض محمد انگار، مرحوم محمد رسول خان پشتون، پوهاند عبدالشکور رشاد، استاد محمد ابراهیم خواخوژی و مرحوم عبدالرزاق فراهی. از ننگرهار: استاد گل پاچا الفت، استاد قیام الدین خادم، پوهان صدیق‌الله راستین و مرحوم غلام حسن خان صافی. از غزنی: مرحوم نور محمد ترکی. از پکتیا: نیک محمد پکتیانی و غلام معی الدین زرملوال، که به‌نام غلام معی الدین روشن نیز معروف بود.

جنبش جوانان بیدار (ویښ زلمیان) در ۱۹۵۰ میلادی به‌خاطر خواست‌های آزادی خواهانه و مدرنیته سازی خود مورد پیگرد حکومت قرار گرفت و محمد ابراهیم خواخوژی که در آن زمان مدیر معارف ولایت قندهار بود، نخستین عضو جنبش بود که توسط حکومت دست‌گیر گردید. غلام گیلانی خان در یک موضوع در کتاب محمد علم بسرکی تحت عنوان «ویښ زلمیان» می‌نویسد که:
«جنبش ویښ زلمیان افغانستان در ۱۹۵۰ میلادی در ولایت قندهار در اوج خود قرار داشت و به‌خوبی در حال پیشرفت بود. زمانی که نخستین عضو جنبش ما، مرحوم محمد ابراهیم خواخوژی که رئیس معارف ولایت قندهار بود، توسط والی ولایت قندهار به‌نام یونس خان دست‌گیر گردید؛ وی نخستین عضو جنبش ما بود که توسط حکومت دست‌گیر شد».
وی بعدها در اواسط دهه ۶۰ میلادی به حزب مترقی دموکراتیک افغانستان تحت رهبری مرحوم محمد هاشم میوندوال پیوست.

## خدمات عامه
پس از آزادی از زندان، خواخوژی مجبور کرده شد، تا ولایت قندهار را ترک نماید. از این‌رو او به کابل نقل مکان نموده و در حکومت افغانستان شروع به خدمت به مردم نمود.
وظایف وی در حکومت افغانستان به ترتیب ذیل بود:
- در ۱۹۵۶، به عنوان عضو برجسته/ماهر آکادمی پشتو گماشته شد.
- در ۱۹۵۷، رئیس نظارت بر نشرات رادیو افغانستان
- در ۱۹۵۹، معاون رادیو افغانستان
- در ۱۹۶۰، معاون تئاتر افغانستان (پوهنه ننداری) و هم‌چنین استاد مضمون تاریخ در لیسه عالی حبیبیه
- در ۱۹۶۱، به عنوان عضو انجمن دوستی افغانستان و چین انتخاب گردید
- در ۱۹۶۳، به عنوان رئیس عمومی ادبیات در وزارت انتشارات (آن وقت) گماشته شد
- در ۱۹۶۶، رئیس عمومی انتشارات کتاب در وزارت فرهنگ
- در ۱۹۶۷، رئیس کتاب‌خانه‌های عامه افغانستان
- در ۱۹۶۹، به عنوان عضو کمیته ملی افغانستان برای یونسکو انتخاب گردید
- در ۱۹۷۱، رئیس عمومی ترقی زبان پشتو در آکادمی علوم افغانستان
- در ۱۹۷۳، از جانب شاه فیصل دعوت گردید تا از عربستان سعودی دیدار نماید و او در جریان دیدار خود از عربستان سعودی مناسک حج را نیز انجام داد.

در همان سالی که رژیم تغییر کرد و داوود خان قدرت را در دست گرفت، خواخوژی مجبور ساخته شد، تا از وظایف عامه کناره‌گیری کند.

## پس از بازنشستگی و مرگ
خواخوژی پس بازنشستگی به نوشتن شعر و تدریس مشغول شد، از جمله تدریس تفسیر قرآن کریم در مسجد قلعه فتح‌الله در شهر کابل.
وی به تاریخ ۲۴ اکتوبر ۱۹۹۲ بر اثر بیماری دیرینه قند و بیماری قلبی در شهر کابل درگذشت و در قبرستان شهدای صالحین در کابل به خاک سپرده شد.

## افتخارات
محمد ابراهیم خواخوژی در طول حیات خود جوایز مختلفی از جانب حکومت افغانستان در مقابل خدماتش به‌دست‌آورد:
- جایزه مقام نخست در ادبیات پشتو (۱۹۴۶)
- مدال درجه دوم د مینه‌پال نشان از اعلی حضرت محمد ظاهر شاه (۱۹۶۵)
- مدال درجه اول د مینه‌پال نشان از اعلی حضرت محمد ظاهر شاه (۱۹۶۹)
- جایزه بهترین فعال فرهنگی (پوهنپال) (۱۹۷۲)

## آثار ادبی
وی ۹ کتاب مشتمل بر اشعار، داستان‌ها و فلسفه از خود برجا گذاشت:
1. د مینی وژمی (مجموعه اشعار)
2. حکایت نه دی حقیقیت دی (داستان نیست، حقیقت است)
3. یوه ژړونکی منظره (یک منظره اشک‌بار)
4. ملغلرو او نورخان (داستان مروارید و نور خان)
5. شین خالی او ګلالی (داستان شین خالی و گلالی)
6. دوه ځوانی مرګ مئینان (دو عاشق جوان)
7. د ګوستاو لوبون لنډی خبری (گفته‌های گوستاو لوبون)
8. د مینی وژمه ۲ (مجموعه اشعار، بخش ۲)
9. د مینی وژمه ۳ (مجموعه اشعار، بخش ۳)